# إيرين بنتلي
إيرين بنتلي (بالإنجليزية: Irene Bentley) هي ممثلة أمريكية، ولدت في 1870 في بالتيمور في الولايات المتحدة، وتوفيت في 3 يونيو 1940 في ألينهورست في الولايات المتحدة.

## وصلات خارجية
- إيرين بنتلي على موقع قاعدة بيانات برودواي على الإنترنت (الإنجليزية)